# Avenida Rio Branco (Rio de Janeiro)

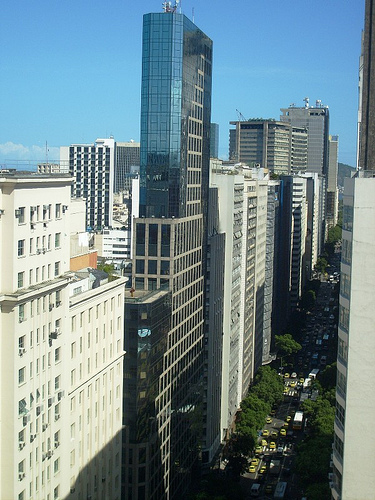
Die Avenida Rio Branco in Rio de Janeiro, 2008

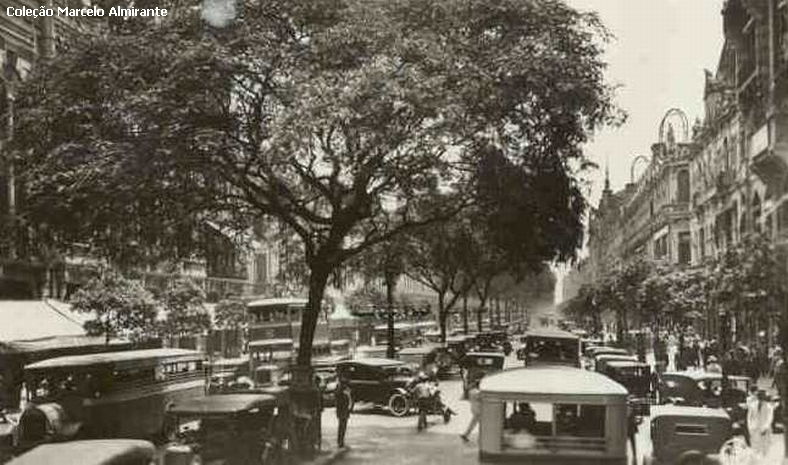
Die Avenida Rio Branco in Rio de Janeiro, 1930

Die Avenida Rio Branco (bis 1912 Avenida Central) ist eine der wichtigsten Magistralen von Rio de Janeiro in Brasilien. Die knapp 30 m breite und 1800 m lange Nord-Süd-Achse führt mitten durch das Herz der Stadt und verbindet die Stadtteile Glória im Süden mit Saúde im Norden.
Die Avenida Rio Branco (zu deutsch: Weißer Fluss-Allee) wurde im Jahr 1905 als Avenida Central eingeweiht und gilt als das Symbol der damaligen großen Architekturreformen. Der einstige Bürgermeister Francisco Pereira Passos initiierte seinerzeit ein groß angelegtes Programm urbaner Renovation für die im Jahr 1903 etwa 700 Gebäude abgerissen wurden.
Am 21. Februar 1912 änderte sich der Name der Straße in Avenida Rio Branco, nachdem es dem Diplomaten José Paranho, Baron von Rio Branco gelang Brasiliens Grenzstreitigkeiten mit seinen südamerikanischen Nachbarn friedlich zu lösen. Ab den 1940er Jahren und mit der Weiterentwicklung des Stahlbetonbaus, begann sich die Allee architektonisch zunehmend vom ursprünglichen Straßenbild zu entcharakterisieren, mit dem Ergebnis, dass heute nur noch eine Handvoll der ursprünglichen Gebäude erhalten sind.
Heute ist die Avenida Rio Branco eine der signifikanten Verkehrsadern der Stadt, in der sich einige der wichtigsten staatlichen und städtischen Behörden sowie vor allem viele Banken befinden. Die Avenida Rio Branco wird täglich von mehr als 500.000 Menschen pro Tag frequentiert. Diese sind zum größten Teil Pendler aus den umliegenden Agglomerationen Niterói und der Baixada Fluminense.
Ein beträchtlicher Teil des Karneval in Rio findet hier statt.